# Nancy Ajram

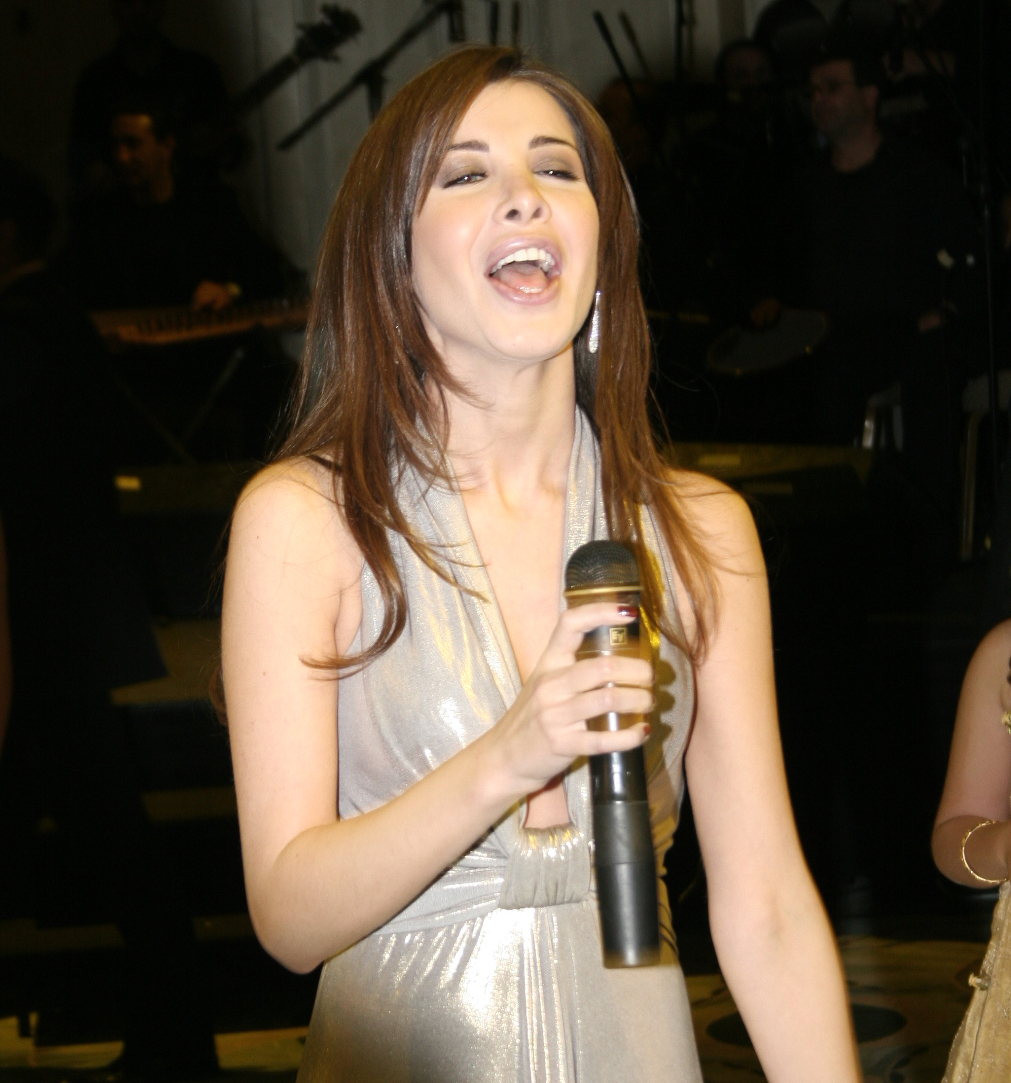
Nancy Ajram (2007)

Nancy Ajram (arabisch نانسي عجرم, DMG Nānsī ʿAǧram; * 16. Mai 1983 in Achrafieh bei Beirut) ist eine libanesische Popsängerin. Sie hat in der arabischen Welt mehrere Millionen CDs verkauft und zählt somit zu den erfolgreichsten Sängerinnen der libanesischen Popmusik.

## Kindheit
Mit 12 Jahren nahm Ajram an der TV-Show Noujoum Al Mostakbal („Stars der Zukunft“) teil und gewann einen Preis. Sie fing an Musik zu studieren. Noch bevor sie volljährig war, wurde sie in das Syndikat für professionelle Künstler im Libanon aufgenommen.

## Karriere
Im Jahr 1998 brachte sie ihr Debüt-Album Mihtagalak („Ich brauche dich“) heraus. Drei Jahre später folgte das zweite Album Sheel Oyoonak Anni („Nimm deine Augen von mir“).
Die Songs aus ihrem dritten Album يا سلام / yā salām / ‚Fantastisch‘ machten sie bekannt. 2004 brachte sie das Album آه و نصّ / ʾāh wi nuṣṣ / ‚Ja, gewiss‘ heraus.
2005 unterschrieb sie einen Werbevertrag für Coca-Cola. Unter anderem wurden ihre Lieder ول تاني كده / qūl tānī kedah / ‚Sag’s nochmal‘  und معجبة / muʿiǧabah / ‚Verguckt‘ für Werbespots genutzt. Im selben Jahre schloss sie auch einen Vertrag mit der arabischen Schmuck-Firma „Damas“.
Im Februar 2006 brachte sie das Album Ya Tabtab…Wa Dalla heraus, bei dem der Titel Ehsas Jdeed ausgekoppelt wurde.
Für das Jahr 2007 veröffentlichte Ajram das Album شخبت شخبيت / šaḫbit šaḫabīt, welches sie einer Gruppe von treuesten Fans widmete – den Kindern.
Das Album بتفكّر في إيه؟ / bitfakkar fī ʾiīh / ‚Woran denkst du?‘ erschien im August 2008. 2009 wurde sie UNICEF-Botschafterin für den nahen Osten. Im Jahr 2010 kam ihr Album Nancy 7 (نانسي ٧) heraus, erst knapp vier Jahre später, im Februar 2014, wurde Nancy 8" (نانسي ٨) veröffentlicht.
Ab 2013 war sie Jury-Mitglied der Castingshow Arab Idol und ab 2016 bei der arabischen Version von The Voice Kids.
In ihrer bisherigen Musiklaufbahn machte sie mit Hits wie Inta Eyh, Ah W Noss, Ya Tabtab, Badna Nwalee El Jaw oder Albi Ya Albi auf sich aufmerksam.

## Diskografie

### Alben
- 1998: Mihtagalak
- 2001: Sheel Oyoonak Anni
- 2003: Ya Salam
- 2004: Ah W Noss
- 2006: Ya Tabtab...Wa Dallaa
- 2008: Betfakkar Fi Eih
- 2010: Nancy 7
- 2014: Nancy 8
- 2017: Nancy 9
- 2021: Nancy 10

### Konzept-Alben
- 2007: Shakhbat Shakhabit (Kinder-Album)
- 2012: Super Nancy (Kinder-Album)

### Kompilationen
- 2008: Greatest Hits
- 2023: Best of

### Livealben
- 2007: El Dounya Helwa (Live)
- 2020: Hope Beyond Borders (Live Concert)
- 2020: The 2020 Live Show

### Singles
| - 1998: Mihtagalak - 2001: Sheel Oyoonak Anni - 2002: Akhasmak Ah - 2003: Ya Salam - 2003: Yay (Sehr Oyouno) - 2004: Ah W Noss - 2004: Lawn Ouyounak - 2005: Oul Tani Keda - 2005: Inta Eyh - 2006: Ya Tabtab - 2006: Moegabah - 2006: Ana Yalli Bhebbak - 2006: Ehsas Jdeed - 2007: Shakhbat Shakhabit - 2007: Shater - 2007: Katkouta - 2007: Eid Milad - 2007: Elli Kan - 2007: Mishtaga Leik - 2007: El Dounya Helwa - 2008: Risala Lil Aalam - 2008: Meen Gheiry Ana - 2008: Betfakkar Fi Eih - 2008: Min Dally Nseek - 2009: Lamset Eed - 2009: Ibn El Giran - 2009: Mashi Haddi - 2010: Fi Hagat - 2010: Sheikh El Shabab - 2010: Shaggaa Bi Alamak (mit K’naan) - 2011: Ya Kether - 2011: Meen El Ma Ando | - 2012: Ya Banat - 2012: Baousi - 2012: Stoohi - 2013: Aamel Aaqlah - 2013: Ya Ghali - 2014: Ma Tegi Hena - 2014: Mouch Far'a Kteer - 2014: Ma Awedak - 2014: Yalla - 2014: Shaggaa Helmak (mit Cheb Khaled) - 2015: W Bkoun Jayi Wadeak - 2015: Maakoul El Gharam - 2016: Aam Betaala' Feek - 2017: Hassa Beek - 2018: W Maak - 2018: Badna Nwalee El Jaw - 2019: El Hob Zay El Watar - 2019: Lya - 2019: Ragel Ebn Ragel - 2019: Fark Kebir (mit Tamer Hosny) - 2020: Albi Ya Albi - 2020: El Omr - 2020: Ila Beirut Al Ontha - 2021: Emmi - 2021: Sah Sah (mit Marshmello) - 2021: Salamat - 2021: Miyye W Khamsin - 2022: Ma Te'tezer - 2022: Aala Shanak - 2022: Eish'ha B Afia (mit Hassan El Shafei & Marwan Pablo) - 2023: Baddi Hada Hebbou - 2023: Tegy Nenbeset |